# بلاك آدم
بلاك آدم (بالإنجليزية: Black Adam)‏ هو شخصية شرير خيالية يظهر في القصص المصورة الأمريكية التي تنشرها دي سي كومكس، وأحياناً يظهر كبطل مخالف للعرف. ظهر للمرة الأولى في عائلة مارفل العدد الأول في ديسمبر/كانون الأول 1945. هذه الشخصية من ابتكار سي سي بيك وأوتو بيندر. هو أحد أسلاف كابتن مارفل في مصر القديمة، يتميز بالسرعة الخارقة والقدرة على الطيران. وضعه موقع آي جي إن في المركز 16 ضمن قائمة أشرار القصص المصورة.